# Medalha do Jubileu "75 Anos de Vitória na Grande Guerra Patriótica 1941–1945"
A Medalha do Jubileu "75 Anos de Vitória na Grande Guerra Patriótica 1941–1945" (em russo: Юбилейная медаль «75 лет Победы в Великой Отечественной войне 1941—1945 гг.») é uma medalha comemorativa estatal da Federação Russa criada em 13 de junho de 2019 pelo Decreto Presidencial n.º 277 para comemorar o septuagésimo quinto aniversário da vitória soviética sobre a Alemanha Nazista na Grande Guerra Patriótica.

## Estatuto
A Medalha do Jubileu "75 Anos de Vitória na Grande Guerra Patriótica 1941─1945" é concedida a:
- militares e civis contratados que participaram, nas fileiras das Forças Armadas da URSS, de combates nos frontes da Grande Guerra Patriótica; partisans e membros de organizações clandestinas que atuaram durante a Grande Guerra Patriótica em territórios temporariamente ocupados da URSS; militares e civis contratados que serviram durante a Grande Guerra Patriótica nas Forças Armadas da URSS; pessoas condecoradas com as medalhas “Pela Vitória sobre a Alemanha na Grande Guerra Patriótica 1941–1945”, “Pela Vitória sobre o Japão”, assim como aqueles que possuem o certificado da medalha “Pela Vitória sobre a Alemanha na Grande Guerra Patriótica 1941–1945” ou o certificado de participante da guerra, confirmando a participação na Grande Guerra Patriótica 1941–1945;
- trabalhadores da retaguarda condecorados, por seu trabalho abnegado durante os anos da Grande Guerra Patriótica, com ordens da URSS, medalhas “Pelo Trabalho Valente na Grande Guerra Patriótica 1941–1945”, “Por Distinção no Trabalho”, “Pelo Valor Trabalhista”, “Pela Defesa de Leningrado”, “Pela Defesa de Moscou”, “Pela Defesa de Odessa”, “Pela Defesa de Sevastopol”, “Pela Defesa de Stalingrado”, “Pela Defesa de Kiev”, “Pela Defesa do Cáucaso”, “Pela Defesa do Transártico Soviético”, bem como pessoas que possuam o distintivo “Residente de Leningrado Cercada” ou o certificado da medalha “Pelo Trabalho Valente na Grande Guerra Patriótica 1941–1945”;
- pessoas que trabalharam no período de 22 de junho de 1941 a 9 de maio de 1945 por no mínimo seis meses, excluindo o tempo de trabalho em territórios temporariamente ocupados da URSS;
- ex-prisioneiros menores de idade de campos de concentração, guetos e outros locais de detenção forçada criados pelos nazistas e seus aliados durante a Segunda Guerra Mundial;
- cidadãos de estados estrangeiros que não fazem parte da Comunidade dos Estados Independentes, que lutaram em unidades militares nacionais integradas às Forças Armadas da URSS, em destacamentos de partisans, grupos clandestinos ou outras formações antifascistas, que deram contribuição significativa para a Vitória na Grande Guerra Patriótica de 1941–1945 e foram condecorados com prêmios estatais da URSS ou da Federação Russa.

A Medalha do Jubileu “75 Anos de Vitória na Grande Guerra Patriótica 1941–1945” é usada no lado esquerdo do peito, posicionada após a Medalha do Jubileu “70 Anos de Vitória na Grande Guerra Patriótica de 1941–1945”.

## Descrição
A Medalha do Jubileu “75 Anos de Vitória na Grande Guerra Patriótica 1941–1945” é confeccionada em metal de cor prateada e tem formato circular com 32 mm de diâmetro.
No anverso da medalha, há a imagem de um soldado vitorioso em posição de meio perfil, vestindo uniforme de campanha do período da Grande Guerra Patriótica 1941–1945, segurando uma pistola-metralhadora Shpaguin (PPSh) com a mão esquerda e, com a direita, escrevendo na parede do edifício do Reichstag a palavra "Vitória!" (em russo: «Победа!»; "Pobeda!"). Abaixo da palavra "Vitória!" estão os números “1945” e “2020”, um sob o outro.
No reverso da medalha, ao centro, está a inscrição: “75 ANOS DE VITÓRIA NA Grande Guerra Patriótica 1941–1945” (em russo: «75 ЛЕТ ПОБЕДЫ В Великой Отечественной войне 1941 - 1945»; "75 LET POBEDY V Velikoy Otechestvennoy voyne 1941–1945"). A inscrição é cercada, na parte inferior, por dois ramos de louro, entre os quais há uma estrela de cinco pontas.
As bordas da medalha são delimitadas por uma moldura em relevo. Todas as imagens, inscrições e números na medalha são em relevo.
A medalha é conectada, por meio de uma argola e elo, a um suporte pentagonal revestido com fita de moiré de seda cinza, com duas faixas longitudinais azuis nas bordas. A fita tem 24 mm de largura. No centro da fita, há cinco faixas alternadas nas cores preta e laranja, cada uma com 1,0 mm de largura.
A fita da medalha combina as cores das fitas da Medalha “Pela Coragem” e da Ordem da Glória.

## Premiados

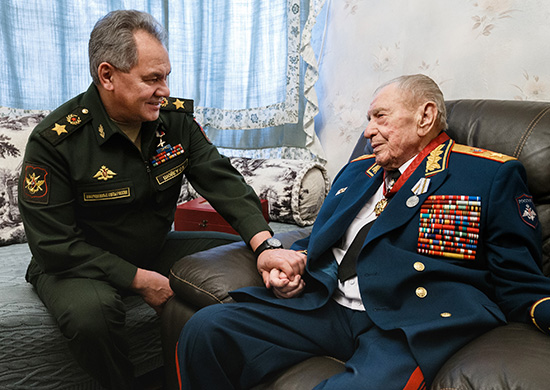
O Marechal da União Soviética Dmitry Yazov com a medalha entregue pelo Ministro da Defesa da Federação Russa Sergei Shoigu

A primeira entrega da Medalha do Jubileu “75 Anos de Vitória na Grande Guerra Patriótica 1941–1945” foi realizada pelo Presidente da Rússia, Vladimir Putin, em 18 de janeiro de 2020, durante um encontro com veteranos da guerra em São Petersburgo. Quatro pessoas foram condecoradas.
No fim de janeiro, começaram as primeiras entregas da medalha aos veteranos nas regiões da Rússia pelos governadores dos sujeitos da Federação, além das distribuições em todos os municípios, cidades e vilarejos. No início de fevereiro de 2020, as embaixadas da Federação Russa iniciaram a entrega das medalhas aos veteranos da Grande Guerra Patriótica que vivem no exterior.
Em 4 de fevereiro de 2020, o Ministro da Defesa da Rússia, General do Exército Serguei Shoigu, entregou a medalha ao Marechal da União Soviética Dmitry Yazov.
Em 5 de maio de 2020, foi entregue ao ministro das Relações Exteriores da Coreia do Norte a medalha destinada ao líder Kim Jong-un, conforme decreto do Presidente da Rússia.

## Ligações
- Decreto do Presidente da Federação Russa de 13 de junho de 2019 nº 277 "Sobre a Medalha do Jubileu "75 Anos de Vitória na Grande Guerra Patriótica 1941-1945"
- Descrição da medalha "75 anos de vitória na Grande Guerra Patriótica 1941-1945"